# Рапопорт, Лев Павлович
Лев Павлович Рапопорт (13 января 1920, Усмань, Тамбовская губерния — 15 сентября 2000, Воронеж) — физик, доктор физико-математических наук (1971), профессор (1971), заслуженный деятель науки Российской Федерации (1996).

## Биография
Окончил физико-математический факультет Воронежского государственного университета (1948). С 1949 года там же: ассистент, старший преподаватель кафедры электромагнитных колебаний, с 1954 года доцент, профессор, заведующий кафедрой теоретической физики (1956—1993), с 1993 г. профессор кафедры.
Сфера научных интересов: ядерная физика; теория взаимодействия сильных электромагнитных полей с молекулами и ядрами. Основатель научной школы теоретической физики.
Доктор физико-математических наук (1971), диссертация:
- Теория некоторых атомных и ядерных процессов высшего порядка : диссертация … доктора физико-математических наук : 01.00.00. — Воронеж, 1968. — 183 с. : ил.

## Научные труды
Автор более 200 научных работ, в том числе:
- Теория многофотонных процессов в атомах / Л. П. Рапопорт, Б. А. Зон, Н. Л. Манаков. — Москва : Атомиздат, 1978. — 182 с. : граф.; 21 см.
- Manakov N. L., Ovsiannikov V. D., Rapoport L. P. Atoms in a laser field. // Phys. Rep., 141, 321—433. (1986).